# Donk (Belgique)
Pour les articles homonymes, voir Donk (homonymie).
Donk est une section de la ville belge de Herck-la-Ville, située en Région flamande, dans la province de Limbourg. C'était une commune à part entière avant la fusion des communes de 1971.

## Évolution démographique
- Sources: INS, www.limburg.be et Ville de Herck-la-Ville